# Танка црвена линија (Битка код Балаклаве)
Танка црвена линија (енгл. Thin Red Line) описује епизоду битке код Балаклаве која се одиграла 25. октобра 1854. током Кримског рата. У сукобу, учествовало је око 500 људи из јединице пешачког пука 93. Сатерленд горштака, предвођених британским фелдмаршалом сер Колином Кембелом, уз додатну помоћ од 100 припадника лакших рањеника који су били присутни у оквиру јединице, затим 40 издвојених гардиста и уз подршку значајних снага турске пешадије, формирали су линију ватре против руских коњаника. Претходно је Кембелова горштачка бригада учествовала у акцијама у бици код Алме и опсади Севастопоља. У то време је било додељено више Викторијиних крстова војницима хајлендског пешачког пука него било којиј другој тадашњој јединици. Догађај је био наглашен у британској штампи и постао је икона квалитета британског војника у рату који је био лоше вођен и веома непопуларан.

## Битка
Руска коњица од 2.500, којом је командовао генерал Рижов је била присутна у близини логора британске коњице, али нису сви учествовали у сукобу. У самом сукобу који је познат као битка код Балаклаве је учествовало око 400 Руса. Сукоб се догодио у зору 25. октобра 1854. године када су руске трупе се сусреле са 93. пешадијским пукомсатерлендских горштака који су се налазили у периметру између руске коњице и логора британске коњице.
Колин Кембел, 1. барон Клајд, је после изјавио да је рекао својим људима: „Нема повлачења одавде, људи. Морате умрети тамо где стојите”. Каже се да је Сер Колинов помоћник Џон Скот одговорио: „Да, Сер Колин, ако буде потребно, урадићемо то”. Кембел је сматрао да нема довољно обучених људи за формирање квадрата, и распоредио је 93. пук у линију од две, „танке црвене линије“ (боја униформе), иако је конвенција прописивала линију дубине од четири врсте, како би се суочила са нападом коњице. Како се руска коњица приближавала, 93. пешадијска је испалила два плотуна, на 800 and 500 yd (730 and 460 m) па су се Турци који су били на боковима разбили и побегли. 93. пешадијска није имала прилику да пуцају из непосредне близине пошто су се и Руси окренули и избегли директан сукоб. У извештајима горштака стоји да су кренули напред у контранапад пре последњег пуцања, али их је сер Колин зауставио узвиком „93., проклети били горштаци за сву ту ревност!“
Канадски историчар Џорџ Т. Денисон, у својој књизи Историја коњице од најранијих времена, са поукама за будућност, написао је „... руске ескадриле нису имале никакву намеру да нападну, већ су једноставно у то време правиле демонстрације да укључе савезничке трупе да покажу своје распореде, и да је, када је 93. показала своју линију на брду, циљ био постигнут, а коњица се повукла."
Дописник Тајмса, Вилијам Х. Расел, написао је да није могао да види ништа између јуришних Руса и оперативне базе британског пука у Балаклави осим „танке црвене пруге са врхом челичне линије“ 93. пука, каснијим извештајима, променио је фразу челична у „танка црвена линија“. „Танка црвена линија“ постала је синоним за британску војску у целини.
Битка је представљена на уљној слици Роберта Гиба из 1881. Танка црвена линија, која је изложена у Шкотском националном ратном музеју у замку Единбург. Такође се обележава у сали за састанке Кембелове бивше школе, Средње школе у Глазгову, где је на великом зиду окачена слика акције, одајући почаст једном од два генерала школе, сер Џону Муру другом, који је погинуо у Коруњи током рата на полуострву.

## Касније употребе термина
Танка црвена линија је постала говорна фигура на енглеском језику за сваку танко раширену војну јединицу која се чврсто држи против напада. Фраза је такође попримила метафоричко значење баријере коју релативно ограничене оружане снаге једне земље представљају потенцијалним нападачима.
Термин „танка црвена линија“ се касније односио на пешадијски пук Аргил и Садерленд горштака и њихов посао да бране Британску империју и Уједињено Краљевство након инкорпорације Аргајлова и Садерленда у један пук који је сада познат као батаљон Аргајл и Сатерленд Краљевски пук Шкотске.
Радјард Киплинг је написао у песми „Томи”: "Онда је Томи ово, Томи оно, Томи, 'оо ти је душа? / Али то је 'Танка црвена линија 'ероес' када бубњеви почну да се котрљају", - „Томи Аткинс” што је жаргон за обичног британског војника.
Џорџ Мекдоналд Фрејзер описује Танку црвену линију, јуриш тешке коњице и јуриш лаке коњице у свом роману Фласхман у нападу.
У филму из 1968. Carry On Up the Khyber, војник којег глуми Чарлс Хотри црта танку црвену линију на земљи бојом и четком, тврдећи да се непријатељ неће усудити да је пређе.
Термин је усвојен као референца на ватрогасну бригаду, преко изведене „танке плаве линије“ која се односи на полицију. Таква употреба је уобичајена у САД на налепницама за бранике које изражавају чланство или подршку полицијских и ватрогасних служби.
Џејмс Џонс је написао роман о америчким пешадинцима који су се борили на Гвадалканалу током Другог светског рата и назвао га Танка црвена линија. Књига је адаптирана у игране филмове 1964. и 1998. године.